# Norder Tief (Harle)
Das Norder Tief ist ein Tief im Landkreis Wittmund in Ostfriesland. Es entspringt in Moorniederungen beim Auricher Stadtteil Spekendorf und verläuft östlich über das Gebiet der Stadt Wittmund, nördlich an Ardorf vorbei, und vereinigt sich im Stadtteil Willen zusammen mit dem Süder Tief zur Harle. Im Nordertief der Harle münden unter anderem die Gewässer Poggenkruger Leide, Neuer Wegschloot, Dunkhörnschloot, Ihmermeedeschloot, Langeteilschloot, Wiedbrookschloot, Pfalzdorfer Schloot, Töpperschloot, Tannenkampsschloot, Sichterschloot, Hammschloot, Hochmoorschloot, Holtmeerschloot und Genossenschaftsgraben.

## Schutzstatus
Das Norder Tief liegt im Landkreis Friesland im FFH-Gebiet „Teichfledermaus-Habitate im Raum Wilhelmshaven“ und im Landschaftsschutzgebiet „Teichfledermausgewässer“.